# Bildung
Bildung (alemão: [ˈbɪldʊŋ]  ouvir, formação, educação e cultura) refere-se à educação como processo que almeja a completude do indivíduo. A gênese do conceito situa-se entre os anos de 1770 e 1830, na Alemanha, atrelada aos valores iluministas de universalidade, ao idealismo filosófico e pedagógico, à literatura alemã, ao neo-humanismo e ao romantismo. Bildung é a essência de uma teoria da educação inerente ao processo histórico e à formação do povo alemão, no entanto, constitui também uma recepção da paideia grega, segundo Werner Jaeger "a palavra alemã Bildung é a que designa de modo mais intuitivo a essência da educação no sentido grego e platônico".  Essa preocupação com a ideia de educação é uma das características mais importantes da filosofia moderna alemã, que internalizou o tema da formação dos indivíduos e da cultura nacional.

## Contexto
O conceito de Bildung surge no contexto de ascensão da burguesia, queda do feudalismo e dos regimes absolutistas europeus, a partir da Revolução Francesa. Diante disso, nota-se na estruturação do conceito os ideais de direito e liberdade, além da ênfase na capacidade racional do homem e na sua independência perante as leis naturais ou teológicas. Assim, o homem enquadra-se como agente de transformação social, corroborando um ideal de humanidade - universalização -, em detrimento de uma visão particularizada do mundo. Dessa forma, a partir do contexto oitocentista alemão, questiona-se a hierarquia social posta por um vínculo sanguíneo ou celestial e constrói-se a ideia de um indivíduo intelectualmente capaz de se formar integralmente, interna e externamente. "Nessa nova perspectiva, repudia-se, consistentemente, como ideal formativo, o mero conhecimento instrumental ou “utilitário”."
Durante os séculos XVI e XVII, o termo Bildung assume a forma de uma "ideia figurativa", ambígua, inserida por Jacob Böhme, que considera tanto a forma de uma imagem mental quanto de uma imagem objetiva. Dessa teorização derivam duas vertentes de pensamento: a primeira articula-se entre razão e religião, sustentada pela ideia de uma forma interna inerente ao ser e instituída pela providência; a segunda liga-se à explicação dos processos biológicos, através da utilização objetiva e formal do conceito de Bildung, ou seja, funda-se na ideia de um impulso gerador "que explicaria a energia presente em todos os corpos".
No século XVIII, concomitantemente às revoluções francesa e industrial na Inglaterra e na França, a Alemanha passa a adotar uma estratégia reformista como impulso de modernização social. Diante disso, os filósofos iluministas tiveram participação ativa na defesa dos preceitos escolares regidos pelo Estado e não mais pela igreja, em que o currículo das instituições deveria garantir aos discentes o ensino de uma "boa moral", constituída em prol da sociedade. A partir daí, o ensino religioso deixa de ser o modelo de formação central nas escolas de ensino fundamental de diversos reinos alemães não unificados, que adotaram princípios voltados à razão, à cidadania e aos parâmetros administrativos do Estado.
Nesse contexto, a Prússia serviu de exemplo aos demais reinos da região teutônica sendo a primeira a estabelecer um sistema de ensino obrigatório. Em 1717, o rei Frederico Guilherme I promulga a lei de fiscalização da frequência escolar em apoio ao sistema prussiano. Já em 1763, o rei Frederico II, o Grande, legitima tais transformações criando o Landschulreglement (Regulamento Geral paras as escolas do país), abrangendo, além da obrigatoriedade da frequência escolar, questões como o preparo e contratação de professores, elaboração de livros didáticos e inspeção escolar. Em 1794, promulga-se o Código Geral Prussiano (Allgemeines Landrecht), que regiu a fundação de universidades apenas sobre autorização oficial, dando respaldo  financeiro e administrativo para que as instituições pudessem resolver problemas voltados ao âmbito acadêmico.

## Polissemia

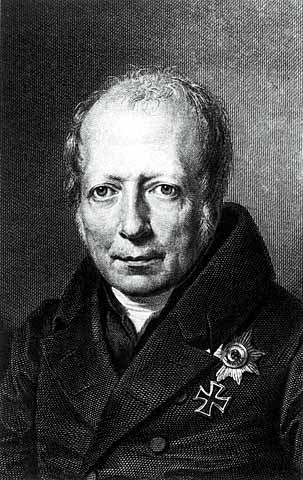
Von Humboldt.

O conceito de Bildung assumiu diversos significados ao longo dos séculos, podendo-se referir à autodeterminação do homem baseada na razão; à reciprocidade do homem em relação ao mundo exterior, abstendo-se das particularidades em prol de uma perspectiva universal; e à busca pela virtude do conhecimento.
Entre a pluralidade de significados do conceito, o termo geralmente está ligado à ideia de formação, educação e cultura. Educação e cultura possuem palavras com correspondentes específicos na língua alemã, respectivamente, Erziehung e Kultur. Destaca-se que a educação (Erziehung) subentende a educação formal, enquanto Bildung estende seu significado ao processo educativo, ou seja, a ação de educar um indivíduo. Diante disso, certos autores adotam o termo "formação cultural" quando se referem à Bildung, dando ênfase ao processo educativo que compreende diversas áreas do conhecimento científico e social humano. W.H. Bruford fala na "tradição alemã do cultivo de si". Assim, a formação cultural abrange a complexidade da formação integral do homem, estabelecendo conexões com a arte, a ética e a cultura, ou seja, "o ideal de um indivíduo ou de uma sociedade que apenas cresce na medida em que “cultiva” a si mesmo(a)". Diante disso, no início do século XIX o termo foi associado a parâmetros espirituais, políticos e filosóficos do iluminismo, ainda que não sustentado por ele em sua totalidade.
Os conceitos de Bildung e Kultur foram tratados pelos filósofos iluministas diante um contexto de destinação para a espécie humana. A definição dos termos buscava o cumprimento desse destino e por isso estes foram condicionados ao caráter político que envolvia o problema da educação, ou seja, o caráter individual e cultural da formação se voltou para a constituição de princípios em prol da cidadania. Dessa forma, as faculdades individuais do homem e seu processo de formação estariam diretamente ligados à destinação última do ser, que compreenderia o caráter político e social da coletividade. A finalidade última do ser seria a realização de seu desenvolvimento pleno, ou seja, a Bildung. E a sociedade seria o meio no qual tal objetivo se concretizaria. Dessa forma, dissociam-se os conceitos de sociedade e humanidade, em que esta não se postula como a antítese do indivíduo, mas como sua realização final, sua elevação para um patamar existencial superior.
Nesse contexto, destaca-se a figura de Wilhelm von Humboldt, que trabalhou com o ideal de uma reforma educacional na Alemanha que possuísse bases teóricas e uma regulamentação oficial. Para Humboldt, a reforma do papel do Estado na educação seria a premissa básica para a reforma pedagógica. Assim sendo, o apoio estatal sobre o desenvolvimento individual da população promoveria a lealdade do cidadão em relação a si mesmo e ao Estado. Diante disso, em seu período como Conselheiro Privado e Diretor da Secção para o Culto e a Instrução Pública do Ministério do Interior da Prússia, Humboldt iniciou o processo de reformas educacionais que resultaram em parâmetros reconhecidos em toda Europa de seu tempo. Entre os feitos efetivados se identificam as bases de uma escola humanista; a implantação de uma docência com formação especial, universitária e não apenas teológica, além de um processo seletivo mais rigoroso. Aí impulsiona-se também um currículo clássico e padronizado, influenciado pelo neo-humanismo, que oferece maior espaço à língua e literatura gregas, assim como um desenvolvimento mais completo e equilibrado da juventude, dando mais atenção às formas estéticas do que aos ditames filológicos. Este plano educacional efetivou-se com a criação da Universidade de Berlim, em 1810, que consolidou os ideais de liberdade de pesquisa e docência, tanto em plano educacional quanto em relação ao Estado.
A ampliação da atividade espiritual do homem operada por Humboldt sugere, assim, a entrada do campo metafísico como parte do viés estrutural da Bildung. Tal princípio é imprevisível e incompreensível ao intelecto humano, agindo como princípio gerador da autonomia do indivíduo.
O paralelo instituído por pensadores como Kant e Blumenbach, por exemplo, entre o desenvolvimento espiritual e natural do indivíduo, passou, através das iniciativas de Humboldt, a ser identificado na Bildung como processos ativos e concomitantes.

## Críticas
No século XIX, Nietzsche criticou a degradação do conceito de Bildung em sinônimo de cultura geral e instrumento de distinção da burguesia culta alemã, além da aliança espúria entre Estado e cultura do período bismarckiano. No século XX, Adorno e Horkheimer desconstroem os ideais iluministas em relação à sua perspectiva sobre unidade e universalidade, demonstrando as capacidades coercitivas da razão e desmistificando sua pretensão libertadora. A crítica decorre por causa da idealização exagerada sobre o indivíduo e sua impossibilidade de compreender o mundo em toda sua pluralidade.